# Merosargus anticus
Merosargus anticus är en tvåvingeart som beskrevs av Charles Howard Curran 1932. Merosargus anticus ingår i släktet Merosargus och familjen vapenflugor. Inga underarter finns listade i Catalogue of Life.